# My Propeller
My Propeller è un brano musicale degli Arctic Monkeys, terzo singolo estratto dal terzo album Humbug, pubblicato il 22 marzo 2010.
La versione 10" del singolo contiene 3 b-sides, mentre la versione 7" si differenzia dalla prima, contenendo una sola b-side.
Il video del singolo è stato pubblicato il 18 marzo.

## Tracce CD
10", download digitale MP3
- "My Propeller" - 3:28
- "Joining the Dots" - 3:19
- "The Afternoon's Hat" - 4:11
- "Don't Forget Whose Legs You're On" - 3:35

7"
- "My Propeller" - 3:28
- "Joining the Dots" - 3:19